# Theatricals: Second Series
Theatricals: Second Series (em português, Teatrais: segunda série) é um livro contendo duas peças de Henry James publicado em 1895. Como sequência a Theatricals, publicado no ano anterior, James publica mais duas peças não produzidas, The Album e The Reprobate. James escreve um prefácio mais longo para este livro, onde discute a escrita teatral e os sacríficios envolvidos.